# آي ستيل لوف يو
آي ستيل لاف يو (بالإنجليزية: I Still Love You)‏ أو ما زلت أحبك، وأصدرت أيضا باسم جو ني سي با بوركوا (بالفرنسية: Je Ne Sais Pas Pourquoi)‏ أو لا أعرف لماذا، هي أغنية للفنانة وكاتبة الأغاني الأسترالية كايلي مينوغ من ألبومها الأول كايلي (1988). أصدرت كأغنية منفردة في 10 أكتوبر 1988 من قبل شركة إدارة الأعمال بي دبليو إل (BWL)، وقد ظهرت لاحقا في أغلب الألبومات التجميعية لمينوغ مثل غريتست هيتس وألتيميت كايلي. ومثل معظم أغاني مينوغ بين عامي 1988 و 1992، فقد كتبت وأنتجت من قبل فريق ستوك أيتكين واترمان.

## الخلفية
تم إصدار الأغنية بعنوانها الفرنسي والفيديو المصاحب لها كأغنية رابعة من ألبومها التسجيلي «كايلي» في أكتوبر 1988. وهي من تأليف وإنتاج فريق سكوت أيتكين واترمان الذي أنتج ألبومات مينوغ التسجيلية الأربعة الأولى. أصدرت الأغنية بعناوين في مختلفة من العالم. في أستراليا والولايات المتحدة وكندا ونيوزيلندا، أعيدت تسميتها «آي ستيل لوف يو» متبوعة بالعنوان الفرنسي الأصلي بين قوسين. في بعض أجزاء أوروبا، كان الاسم الفرنسي هو الأصلي بينما وضع الاسم الإنجليزي بين أقواس.
الأغنية هي أغنية بوب وهي مستوحاة أيضاً من أصناف بوب المراهقين وبوب الرقص، وتحتوي وصلات لآلات الطبل الآلي والسنثسيزر وبعض مقاطع للإيتار. هناك نسخة تجريبية مبكرة وهي مختلفة كثيرا، ولكن لم يتم إطلاقها رسميا. ويقال إن هذا الإصدار يحتوي على مقدمة مختلفة تمامًا بإيقاع أسرع قليلاً وأقوى. حققت الأغنية نجاحا كبيرا على القوائم، حيث بلغت المراكز العشرة الأوائل في عدة دول بما في ذلك فنلندا (حيث تصدرت سباق الأغاني) وأيرلندا ونيوزيلندا والمملكة المتحدة، في حين بلغت العشرين الأوائل في دول مثل أستراليا وفرنسا وألمانيا والنرويج.
وقد تم تقديم الأغنية في جولات مينوغ العالمية مثل Disco in Dream / The Hitman Roadshow، Enjoy Yourself Tour، Rhythm of Love Tour ، Showgirl: The Greatest Hits Tour.

## الأغنية المصورة
يصوّر الفيديو مينوغ وهي في باريس في الأربعينيات أو الخمسينيات، حيث تنتظر وصول حبيبها تحت المطر ومن ثم تتوجه إلى مقهى. تم تصفيف شعر مينوغ بالتموّجات وترتدي فستان أزرق وسترة كارديغان مطابقة من صوف الأنجورا. ثم يتقاطع هذا المشهد مع مشهد شارع تم تصويره باللونين الأبيض والأسود ويصور مينوغ وهي ترتدي فستانا زهريا بينما ترقص مع رجل. مينوغ هي الجزء الوحيد الملون من المشهد.

## «ميد إن هيفن»

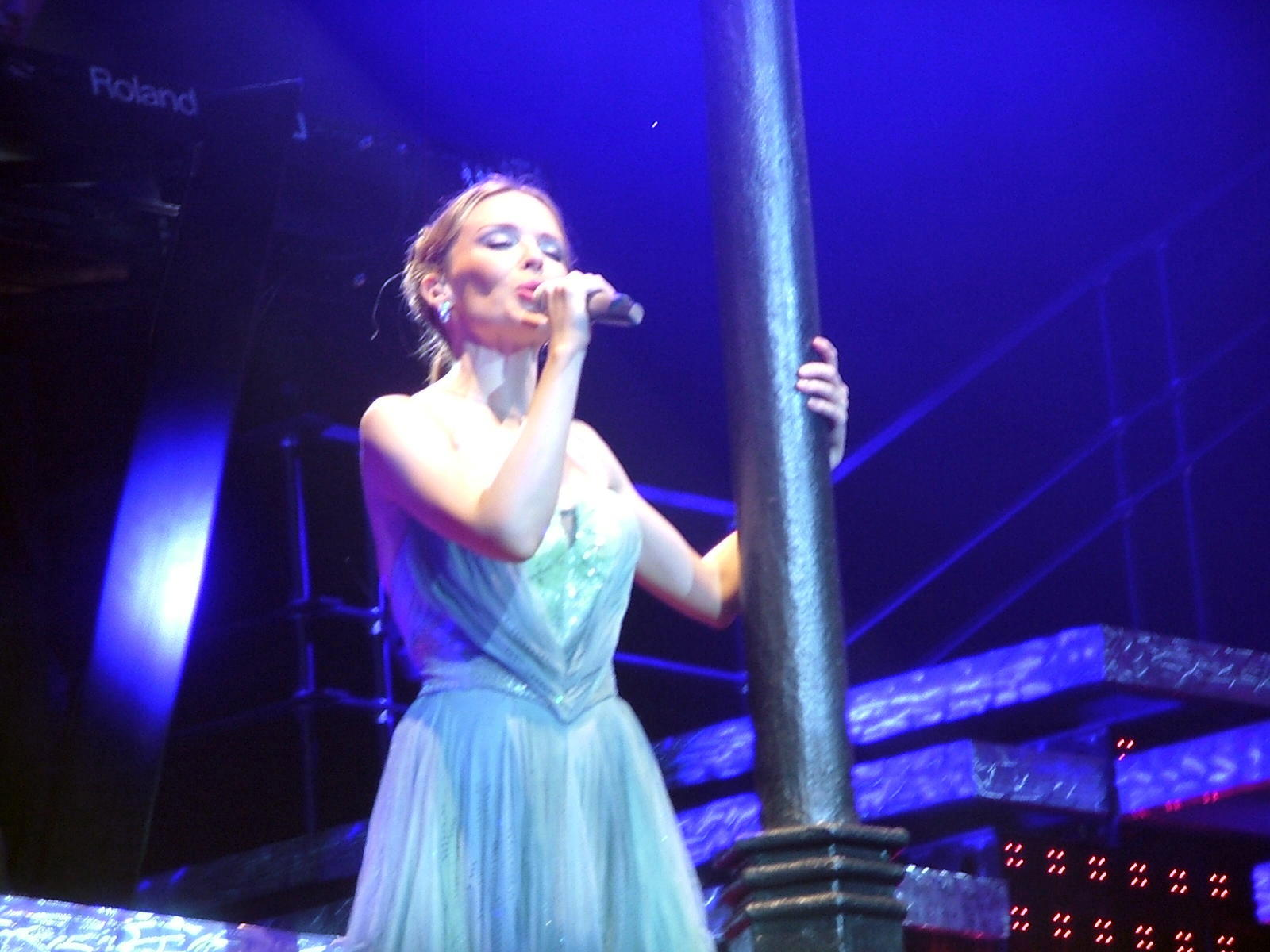
مينوغ تؤدي أغنية "أي ستيل لوف يو" في جولة شوغيرل (2005).

تم إصدار أغنية «ميد إن هيفن» كوجه ثاني للأغنية، كما تم تأليفها وإنتالجها هي الأخرى من فريق ستوك أيتكين واترمان. وكانت أغنية جديدة ولم يتم تضمينها في ألبوم Kylie. وقد تم إنتاج فيديو ترويجي لهذه الأغنية وتم إصداره على ألبوم أفضل أعمال الفريق، Hit Factory Volume 3 ولاحقا على مجموعة Greatest Hits 1987-1997.
كان من المقرر في الأصل إصدار أغنية «أي ستيل لوف يو» في المملكة المتحدة كوجه ثاني لأغنية "Made in Heaven". كانت الخطة الأصلية هي الترويج لأغنية الوجه الثاني ثم يتم قلب الأغنية بشكل رسمي متى وصلت إلى ذروتها على القوائم، ويتركز الترويج على الوجه الأول الأصلي. تم استخدام هذا الأسلوب التسويقي بشكل مشابه مع منفردة ريك أستلي "When I Fall In Love" ووجهها الثاني "My Arms Keep Missing You" حيث أصبحت الأغنية اثانية هي الوجه الأول رسميا بعد عيد الميلاد 1987. إلا أن أغنية «آي ستيل لوف يو» وصلت إلى المركز الثاني لثلاثة أسابيع متتالية، وحققت نجاحا كبيرا بذاتها، وتم تغيير خطط إطلاقها كإصدار وجه أول منفرد.
يتضمن فيديو كليب «ميد إن هيفن» مينوغ وهي ترقص أمام شاشة زرقاء وخلفها صور من فيديوهات أغانيها الأربعة السابقة. كانت محاطة بهالة من الضوء وكان آخر مقطع فيديو لها قبل أن تبدأ مينوغ بإشراك الراقصين في المقاطع والعروض بشكل ثابت. قدمت كايلي أغنية «صنع في الجنة» أمام الملكة الأم حيث أعلنت أنها أغنيتها الجديدة. لكن «ميد إن هيفن» لم يتم إطلاقها كوجه أول في أي مكان ولكن تم استخدامها كوجه ثاني لإصدارات دولية مثل «إتس نو سيكرت» و «ترن إت إنتو لوف». كان ترتيب «آي ستيل لوف يو» العشرين بين أكثر الأغاني مبيعا لعام 1988 في المملكة المتحدة.

## الأداء على القوائم

### النسخة الأسترالية
«آي ستيل لوف يو (جو نو ساي بوركوا)» دخلت قائمة الأغاني الأسترالية في المرتبة 13 عند أسبوعها الأول، وارتقت إلى المركز 11 في الأسبوع التالي، ثم تراجعت بعد ذلك ببطء. أما في نيوزيلندا، فقد دخلت القائمة في المركز 38، ثم بلغت ذروتها في المركز التاسع في الأسبوع التالي.

### النسخة الدولية
دخلت الأغنية قائمة الأغاني الفرنسية في المركز 33 وبلغت ذروتها في المركز 15، وبقيت في القائمة لخمسة عشر أسبوعا. دخلت الأغنية قائمة الأغاني الهولندية (Dutch Top 40) في المرتبة 87 وبلغت ذروتها في المركز 43. وقضت الأغنية أسبوعا وحيدا في النرويج في المركز العاشر. وفي سويسرا، دخلت الأغنية في المركز 24، وكان أفضل مركز لها، ولكنها بقيت في المراكز الخمس والعشرين الأوائل لأربعة أسابيع حتى خرجت تماما من القائمة.  وبلغت ذروتها في المركز 14 في ألمانيا والمركز الثاني في أيرلندا.
كان أكبر نجاح للأغنية في المملكة المتحدة حيث دخل القائمة في المركز 11 على جدول الأغاني بالمملكة المتحدة، حتى وصلت إلى المركز الثاني وبقيت هناك لثلاثة أسابيع متتالية (خلف «أورينوكو فلو» للمغنية إنيا)،  لتصبح رابع أغنية لكايلي على التوالي تصل المركز الأول أو الثاني في أقل من عام. بقيت الأغنية في القائمة لأربعة عشر أسبوعًا وبيع منها 315,000 نسخة. تم إصدار الأغنية في الولايات المتحدة باسم «آي ستيل لوف يو (جو نو ساي بوركوا)»، ولكن لم تدخل قائمة بيلبورد هوت 100.

## القوائم والتصنيفات
| القوائم (1988)                         | أفضل مركز |
| -------------------------------------- | --------- |
| قائمة أريا للأغاني المنفردة (أستراليا) | 11        |
| قائمة الأغاني الفنلندية                | 1         |
| قائمة الأغاني الفرنسية (SNEP(          | 15        |
| قائمة أغاني ميديا كونترول (ألمانيا)    | 14        |
| قائمة الأغاني الأيرلندية               | 2         |
| قائمة الأغاني النيوزيلندية             | 9         |
| قائمة الأغاني النرويجية                | 10        |
| قائمة الأغاني السويسرية                | 24        |
| قائمة أغاني المملكة المتحدة            | 24        |

| القائمة (1988)              | الموقع |
| --------------------------- | ------ |
| قائمة الأغاني الألمانية     | 97     |
| قائمة أغاني المملكة المتحدة | 20     |

## وصلات خارجية
- كلمات الأغنية الكاملة على مترولايركس